# Croton mocquerysii
Croton mocquerysii là một loài thực vật có hoa trong họ Đại kích. Loài này được A.DC. mô tả khoa học đầu tiên năm 1901.